# Teyleria
Genre
Teyleria est un genre de plantes à fleurs dicotylédones de la famille des Fabaceae, sous-famille des Faboideae, originaire d'Asie du Sud-Est, qui compte trois espèces acceptées.

## Liste d'espèces
Selon The Plant List (2 octobre 2018) :
- Teyleria barbata (Craib) Maesen
- Teyleria koordersii (Backer) Backer
- Teyleria tetragona (Merr.) Maesen